# 107.º Congresso dos Estados Unidos
O 107º Congresso dos Estados Unidos é composto da Câmara dos Representantes e do Senado. Tanto os senadores quanto os representante são todos eleitos por votação direta, com última eleição realizada em 2000, o 107º Congresso teve duração entre 3 de janeiro de 2001 a 3 de janeiro de 2003.

## Senado

| Partido | Partido             | Senadores | Notas                          |
| ------- | ------------------- | --------- | ------------------------------ |
|         | Partido Republicano | 50        |                                |
|         | Partido Democrata   | 50        |                                |
|         | Independente        | 1         | Senador independente democrata |
| Total   | Total               | 100       |                                |

### Senadores
- Presidente do Senado: Al Gore (D), Dick Cheney (R)

| - 3. Richard Shelby (R) - 2. Jeff Sessions (R) - 2. Ted Stevens (R) - 3. Frank Murkowski (R) - Lisa Murkowski (R) - 3. John McCain (R) - 1. Jon Kyl (R) - 2. Tim Hutchinson (R) - 3. Blanche Lincoln (D) - 1. Dianne Feinstein (D) - 3. Barbara Boxer (D) - 2. Jesse Helms (R) - 3. John Edwards (D) - 2. Strom Thurmond (R) - 3. Ernest Hollings (D) - 3. Ben Nighthorse Campbell (R) - 2. Wayne Allard (R) - 3. Christopher Dodd (D) - 1. Joseph Lieberman (D) - 1. Kent Conrad (D) - 3. Byron Dorgan (D) - 3. Tom Daschle (D) - 2. Tim Johnson (D) - 2. Joe Biden (D) - 1. Tom Carper (D) - 3. Bob Graham (D) - 1. Bill Nelson (D) - 2. Max Cleland (D) - 3. Zell Miller (D) - 3. Daniel Inouye (D) - 1. Daniel Akaka (D) - 2. Larry Craig (R) - 3. Mike Crapo (R) - 2. Richard Durbin (D) - 3. Peter Fitzgerald (R) - 1. Richard Lugar (R) - 3. Evan Bayh (D) - 3. Chuck Grassley (R) - 2. Tom Harkin (D) - 3. Sam Brownback (R) - 2. Pat Roberts (R) - 2. Mitch McConnell (R) - 3. Jim Bunning (R) - 3. John Breaux (D) - 2. Mary Landrieu (D) - 1. Olympia Snowe (R) - 2. Susan Collins (R) - 1. Paul Sarbanes (D) - 3. Barbara Mikulski (D) - 1. Ted Kennedy (D) - 2. John Kerry (D) | - 2. Carl Levin (D) - 1. Debbie Stabenow (D) - 2. Paul Wellstone (D),até 25 de outubro de 2002 - Dean Barkley (I), desde 4 de novembro de 2002 - 1. Mark Dayton (D) - 2. Thad Cochran (R) - 1. Trent Lott (R) - 3. Kit Bond (R) - 1. Jean Carnahan (D), até 25 de novembro de 2002 - Jim Talent (R), desde 25 de novembro de 2002 - 2. Max Baucus (D) - 1. Conrad Burns (R) - 2. Chuck Hagel (R) - 1. Ben Nelson (D) - 3. Harry Reid (D) - 1. John Ensign (R) - 2. Bob Smith (R) - 3. Judd Gregg (R) - 2. Robert Torricelli (D) - 1. Jon Corzine (D) - 2. Pete Domenici (R) - 1. Jeff Bingaman (D) - 3. Chuck Schumer (D) - 1. Hillary Clinton (D) - 1. Mike DeWine (R) - 3. George Voinovich (R) - 3. Don Nickles (R) - 2. James Inhofe (R) - 3. Ron Wyden (D) - 2. Gordon Smith (R) - 3. Arlen Specter (R) - 1. Rick Santorum (R) - 2. Jack Reed (D) - 1. Lincoln Chafee (R) - 2. Fred Thompson (R) - 1. Bill Frist (R) - 2. Phil Gramm (R), até 30 de novembro de 2002 - John Cornyn (R), desde 2 de dezembro de 2002 - 1. Kay Bailey Hutchison (R) - 1. Orrin Hatch (R) - 3. Bob Bennett (R) - 3. Patrick Leahy (D) - 1. James Jeffords (I) - 2. John Warner (R) - 1. George Allen (R) - 3. Patty Murray (D) - 1. Maria Cantwell (D) - 1. Robert Byrd (D) - 2. Jay Rockefeller (D) - 1. Herbert Kohl (D) - 3. Russ Feingold (D) - 1. Craig Thomas (R) - 2. Michael Enzi (R) |

## Câmara
| Partido | Partido             | Membros | %      | Representantes sem direito a voto | Notas                                |
| ------- | ------------------- | ------- | ------ | --------------------------------- | ------------------------------------ |
|         | Partido Republicano | 221     | 51,5 % | 1                                 |                                      |
|         | Partido Democrata   | 211     | 48,5 % | 4                                 |                                      |
|         | Independente        | 1       |        | -                                 | Representante independente democrata |
|         | Lugares vagos       | 0       | 0 %    | -                                 |                                      |
| Total   | Total               | 435     |        | 5                                 |                                      |

### Principais representantes

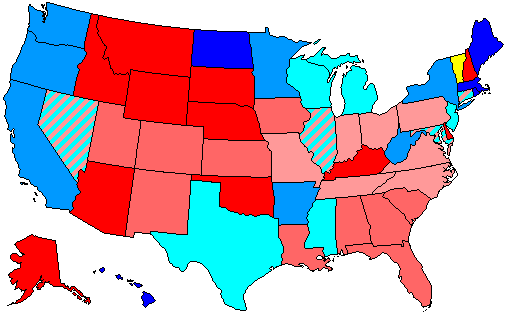

- 3º distrito do Alabama Bob Riley (R)
- 6º distrito do Alabama Spencer Bachus (R)
- At-Large do Alasca Don Young (R)
- 2º distrito do Arizona Ed Pastor (D)
- 8º distrito da Califórnia Nancy Pelosi (D)
- 52º distrito da Califórnia Duncan Hunter (R)
- 2º distrito do Colorado Mark Udall (D)
- At-Large do Delaware Michael N. Castle (R)
- 11º distrito da Flórida Jim Davis (D)
- 6º distrito da Geórgia Johnny Isakson (R)
- 9º distrito da Geórgia Nathan Deal (R)
- 1º distrito do Havaí Neil Abercrombie (D)
- 1º distrito do Idaho C. L. Otter (R)
- 2º distrito do Illinois Jesse Jackson, Jr. (D)
- 2º distrito do Iowa Jim Nussle (R)
- 1º distrito do Kansas Jerry Moran (R)
- 6º distrito do Kentucky Ernie Fletcher (R)
- 1º distrito da Luisiana David Vitter (R)
- 2º distrito do Maine John Baldacci (D)
- 3º distrito de Maryland Ben Cardin (D)
- 8º distrito de Massachusetts Mike Capuano (D)
- 1º distrito do Mississippi Roger Wicker (R)
- 3º distrito do Missouri Dick Gephardt (D)
- 7º distrito do Missouri Roy Blunt (R)
- At-Large de Montana Denny Rehberg (R)
- 2º distrito do Nevada Jim Gibbons (R)
- 1º distrito de Nova Hampshire John E. Sununu (R)
- 13º distrito de Nova Jersey Bob Menendez (D)
- 3º distrito do Novo México Tom Udall (D)
- 5º distrito de Nova Iorque Gary Ackerman (D)
- At-Large de Dakota do Norte Earl Pomeroy (D)
- 2º distrito de Ohio Rob Portman (R)
- 5º distrito de Ohio Paul Gillmor (R)
- 13º distrito de Ohio Sherrod Brown (D)
- 2º distrito da Pensilvânia Chaka Fattah (D)
- 1º distrito de Rhode Island Patrick J. Kennedy (D)
- At-Large de Dakota do Sul John Thune (R)
- 22º distrito do Texas Tom DeLay (R)
- At-Large do Vermont Bernie Sanders (I)
- 7º distrito da Virginia Eric Cantor (R)
- 9º distrito de Washington Adam Smith (D)
- At-Large do Wyoming Barbara Cubin (R)
- At-Large de Porto Rico Aníbal Acevedo-Vilá (D/PPD)